# 카트린 브뤼네

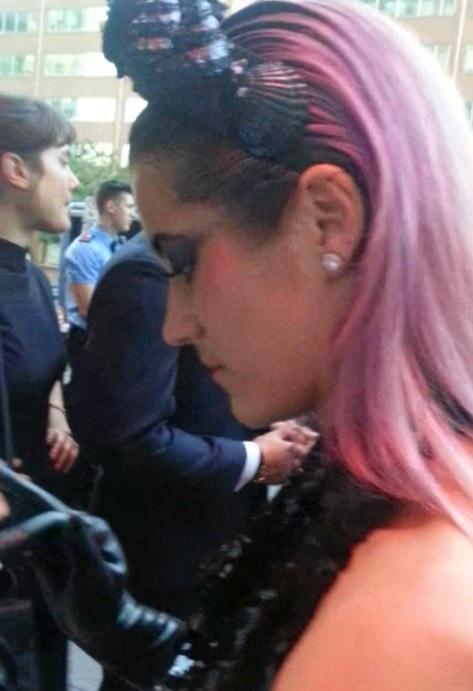

카트린 브뤼네(Catherine Brunet, 1990년 10월 30일 ~ )는 캐나다의 배우이다.
퀘벡주 테르본에서 태어났다.

## 더빙
- 마일리 사이러스[1]
- 에밀리아 클라크[1]
- 제니퍼 로렌스[2]

## 영화

### 엑스트라 출연
- 마미
- 존 F. 도노반의 죽음과 삶